# 翼のない天使
『翼のない天使』（Wide Awake）は、M・ナイト・シャマラン監督・脚本による1998年のアメリカ合衆国の映画である。
日本では劇場未公開で、1999年にVHSが発売された。

## ストーリー
最愛の祖父を亡くしたジョシュア少年の成長を描く。

## キャスト
| 役名                   | 俳優                           | 日本語吹替 |
| ---------------------- | ------------------------------ | ---------- |
| ジョシュア・ビール     | ジョセフ・クロス               | 高山みなみ |
| デイビット・オハラ     | ティモシー・ライフシュナイダー | 藤田淑子   |
| 母親                   | ダナ・デラニー                 | 堀越真己   |
| 父親                   | デニス・リアリー               | 山崎健二   |
| おじいちゃん           | ロバート・ロッジア             | 益富信孝   |
| シスター・テリー       | ロージー・オドネル             | 竹村叔子   |
| シスター・ベアトリス   | ビッキー・グィンタ             | 瀬畑奈津子 |
| ニーナ・ビール         | ジュリア・スタイルズ           | 鬼頭典子   |
| ホープ                 | ヘザー・キャスラー             | 久保田恵   |
| ピーターズ神父         | ダン・ローリア                 | 田村勝彦   |
| ベン                   | ステファン・ニームジク         | 杉本ゆう   |
| ロバート・ブリックマン | マイケル・シュルマン           | 相田さやか |
| アメフトコーチ         | ジェリー・ウォルシュ           | 長克巳     |
| 体育教師               | リアム・ミッチェル             | 手塚秀彰   |